# Romantica (schip, 1977)
De Romantica is een passagiersschip van Personenschifffahrt Gebr. Kolb met als thuishaven Bernkastel. Het wordt voornamelijk gebruikt voor lijndiensten tussen Traben-Trarbach en Bernkastel aan de Moezel.

## Geschiedenis
De Romantica werd in 1977 gebouwd op de Schmidt scheepswerf. Als gevolg van de oliecrisis in de jaren 1970 werd ze gebouwd in een lichtgewicht constructie om brandstof te besparen, bijvoorbeeld de buitenste platen met een materiaaldikte van slechts 4 mm.
Tot 1992 werd de Romantica als dagtochtschip gebruikt door de rederij Kaufer in Königswinter. Sinds 1992 maakt het deel uit van de vloot van de passagiersrederij Gebr. Kolb. Oorspronkelijk mocht het schip maximaal 498 passagiers vervoeren, maar dit werd later teruggebracht tot 250 passagiers.

## Technische gegevens
De Romantica heeft een lengte van 36,16 meter, is 7,72 meter breed en heeft een diepgang van 1,30 meter. Het schip wordt aangedreven door twee scheepsdieselmotoren, een MAN 2866 R6 lijnmotor met ongeveer 230 kW en een Mercedes V10 motor met ongeveer 200 kW, die werken op twee elektrisch bediende Schottel roerpropellers.

## Dekken en uitrusting
De Romantica heeft drie dekken:

Zitplaatsenplan 2018

- Het lagere gesloten hoofddek heeft 120 zitplaatsen, een keuken, bar en toiletten.
- Op het middendek zijn er ongeveer 140 extra zitplaatsen in het gesloten gedeelte en ongeveer 100 zitplaatsen in het buitengedeelte.
- Op het bovendek zijn nog eens zo'n 70 zitplaatsen achter de stuurpositie.

Huidige schepen: Berlin · Bernkastel · Bernkastel-Kues · Europa · Eurostrand Leiwen · Germania · Gräfin Loretta · Kröver Reich · Maria von Beilstein · Marienburg · Moselkönigin · Moselprinzessin · Mosella · Moselperle · Nikolaus Cusanus · Riverdream · Romantica · St. Josef · Stadt Bonn · Stadt Rees · Stadt Zell · Theodor Heuss · Traben-Trarbach · Treis-Karden · Undine I · Undine II · Wappen von Bernkastel · Wappen von Cochem · Wappen von Trier
Historische schepen: Maria · Fortuna · Brunhilde · MS Nikolaus · MS Bebbi · Moselland